# Pedras de Fogo
Pedras de Fogo este un oraș în Paraíba (PB), Brazilia.